# スタニスワフ・イグナツィ・ヴィトキェーヴィチ
スタニスワフ・イグナツィ・ヴィトキェーヴィチ (1885年2月24日 - 1939年9月18日)は、ポーランドの画家、著作家、戯曲家、写真家、前衛美術家、前衛美術理論家。

## 生涯
ヴィトカツィとしても知られるヴィトキェーヴィチはロシア帝国支配下のワルシャワで誕生する。父はスタニスワフ・ヴィトキェーヴィチ、母はマリアと言い、両親はともにリトアニアのジェマイティヤの出身であった。父のスタニスワフ・ヴィトキェーヴィチはポーランドの著名な画家であり建築家でもある。その父はザコパネ・スタイルという建築様式の生みの親として知られ、瞬く間にその建築思想・様式はポーランド全土を席巻した。ポーランドのシェイクスピア舞台女優のヘレナ・モジェスカはゴッドマザーであった。
マウォポルスカのザコパネで育った。自然の中で培われ、主に在宅教育で描画や芸術を学ぶ。ヴィトキェーヴィチは少年期にブロニスワフ・マリノフスキやカロル・シマノフスキと親交を結び、高校卒業後、ヤン・マテイコ美術アカデミーに通い、クラクフで数年間過ごした。その後、ヤン・マテイコ美術アカデミーの若手画家グループの芸術活動に参加し、ヨーロッパ絵画の最新動向を学ぶためフランスのパリへ赴いた。
ヴィトキェーヴィチの恋人が自殺したあと、親友のマリノフスキと一緒にオーストラリアやニューギニアに渡るが、帰国後、ロシア帝国軍に徴兵されて第一次世界大戦に参加。この頃にマルチプルの鏡を用いたうえで自画像写真を撮影した。1916年にヴォルィーニ付近で行われた激戦で負傷してサンクトペテルブルクに一旦逃れる。しかしロシア革命後、ザコパネに帰還して本格的に創作活動に入る。1919年に独自の美術理論『Nowe formy w malarstwie』を発表して、アバンギャルド芸術運動を推し進めた。のちに表現主義的要素をさらに高め、戦間期に絵画や戯曲を数多く発表した。1939年9月、ナチスドイツ軍、さらにソ連軍のポーランド侵攻の報を聞いた直後、ポーランドの村イェジョーリで自決。
ヴィトキェーヴィチの絵画の多くはワルシャワ国立美術館やクラクフ国立美術館に所蔵されている。

## 絵画

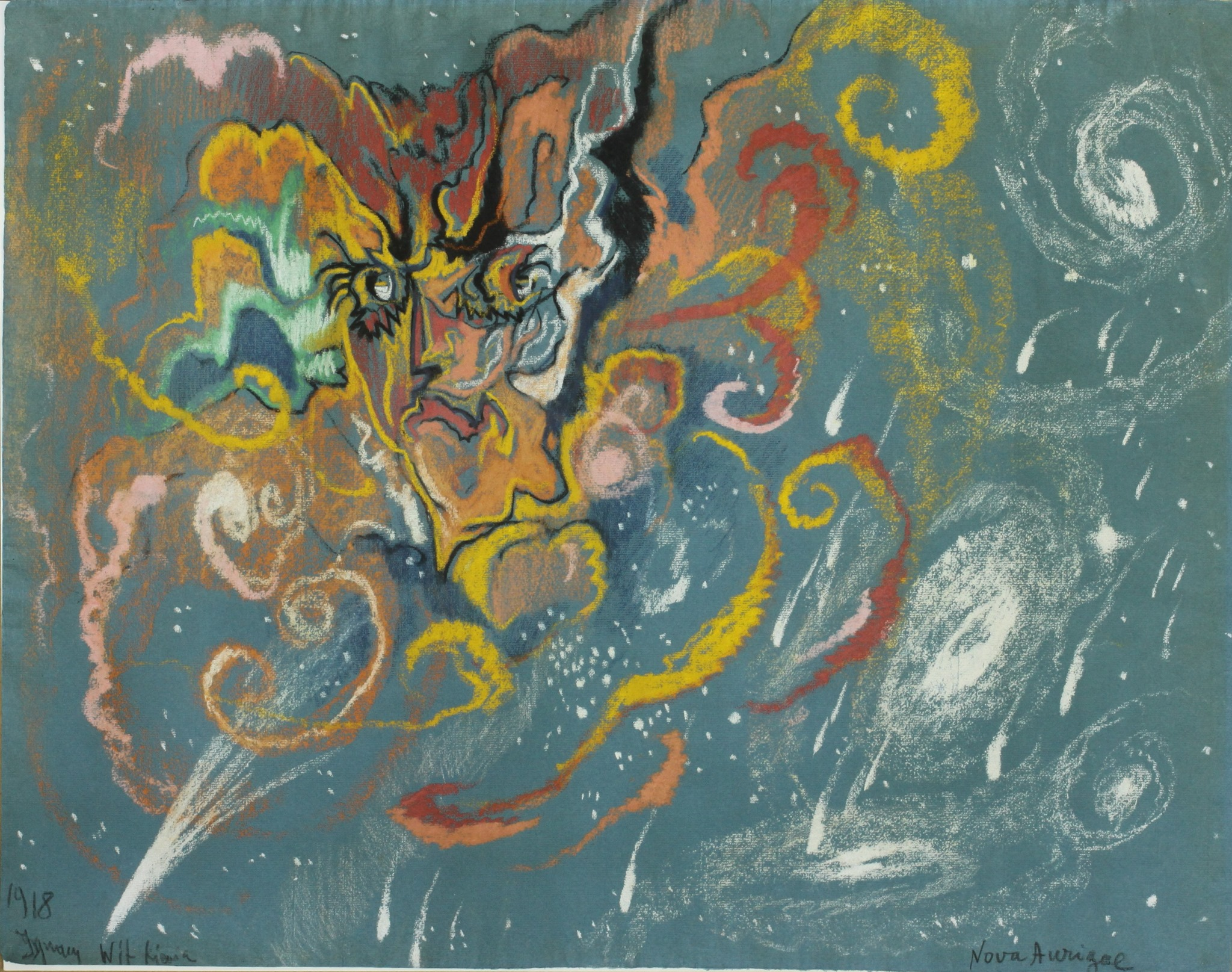
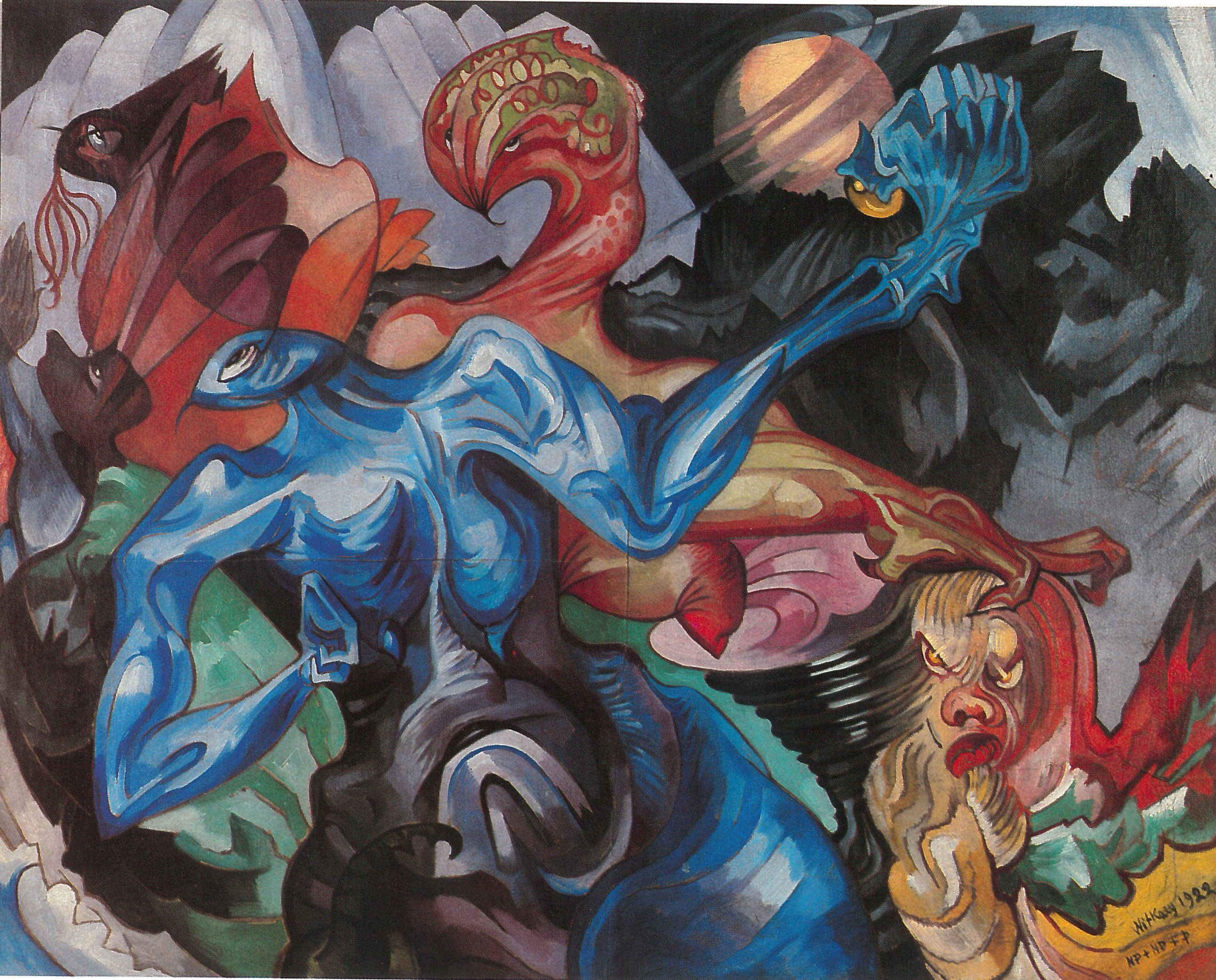
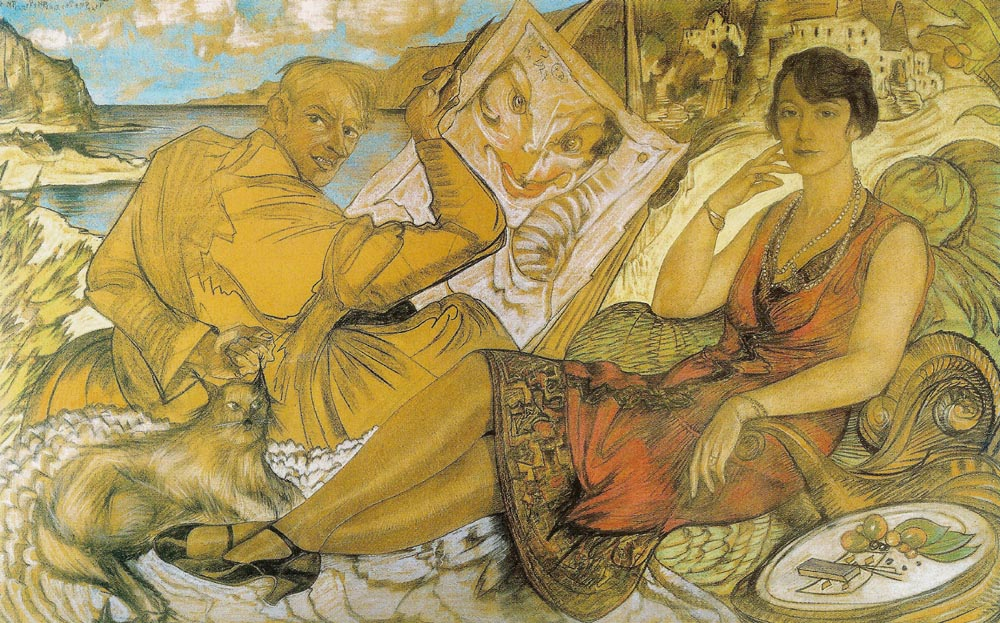
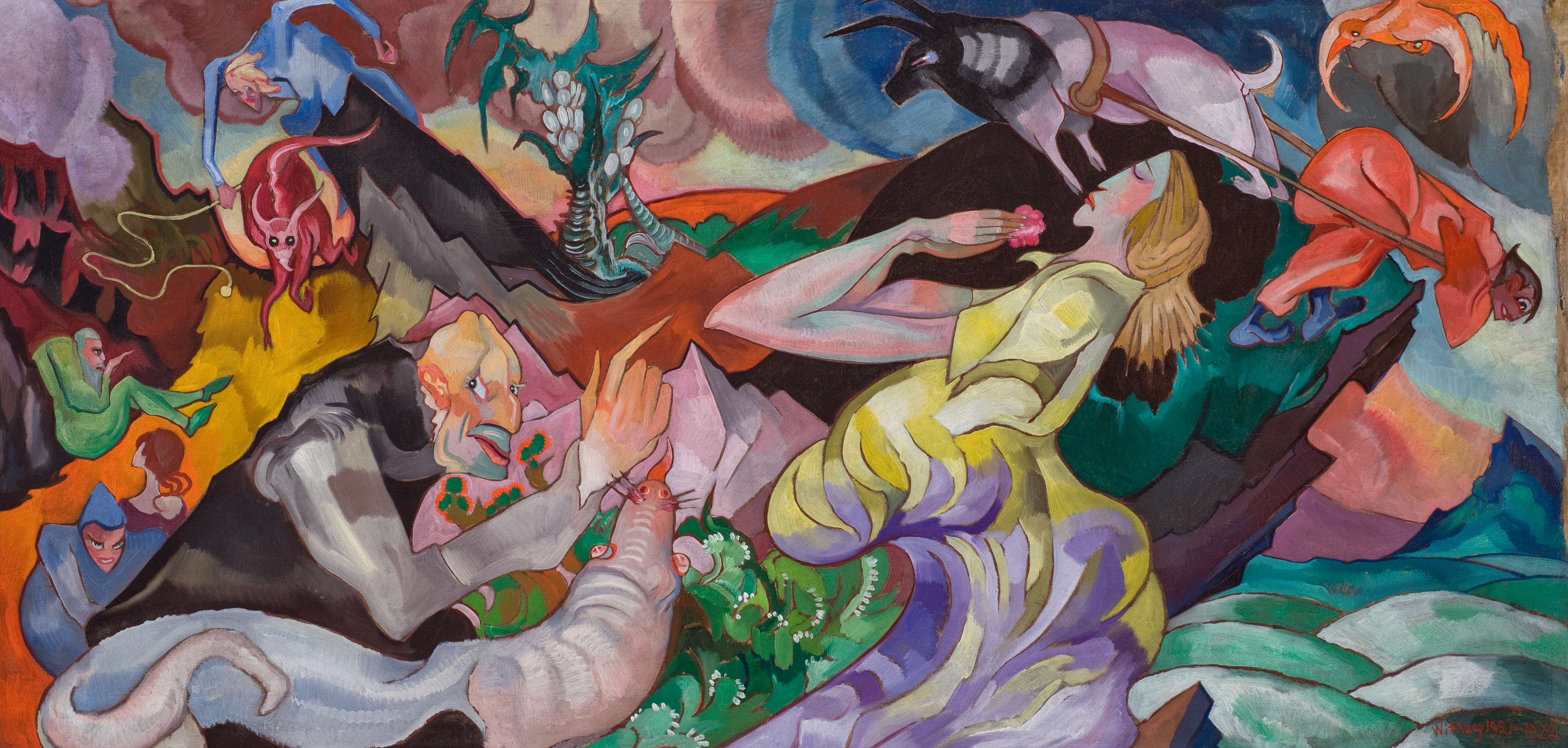
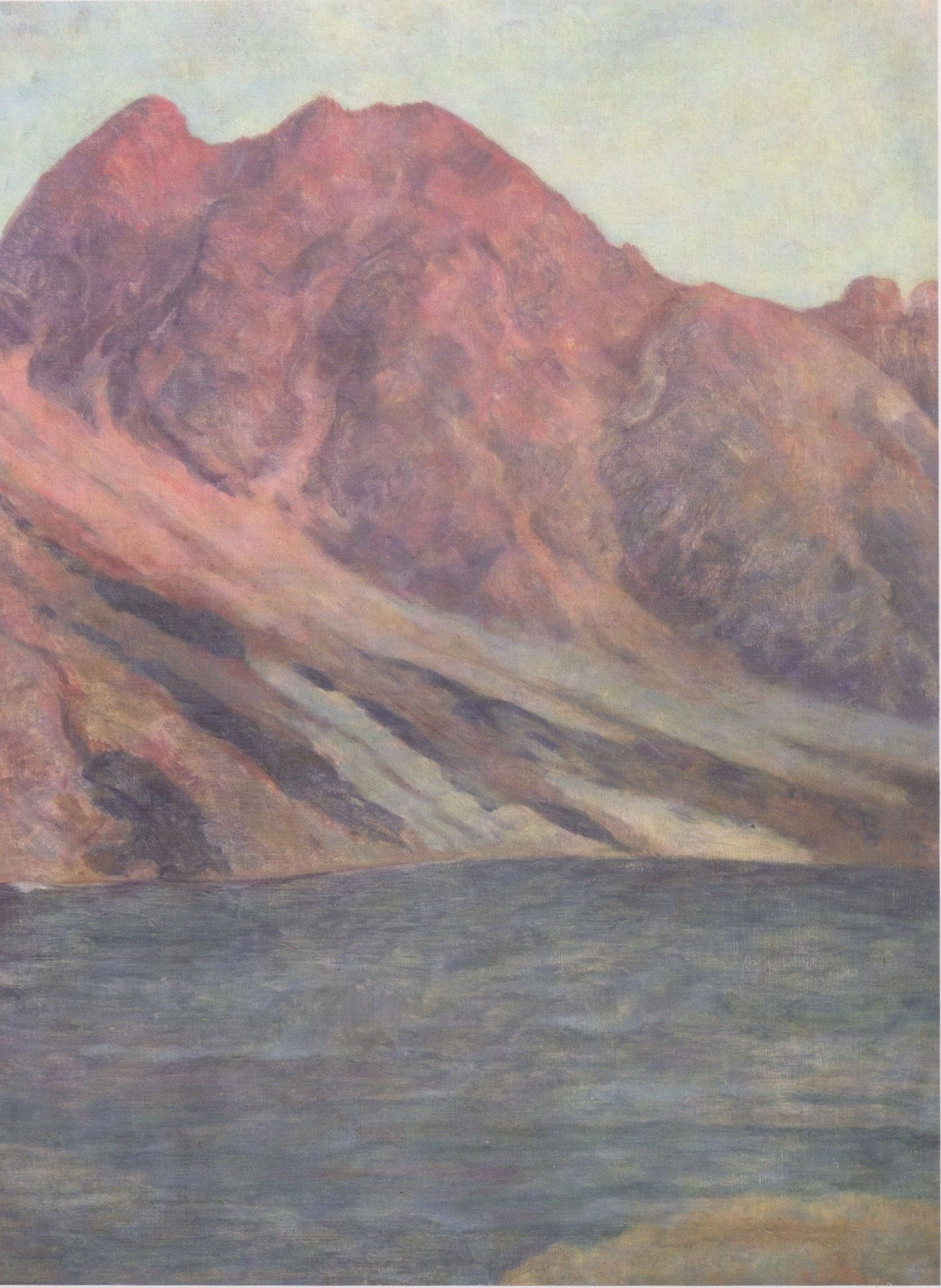
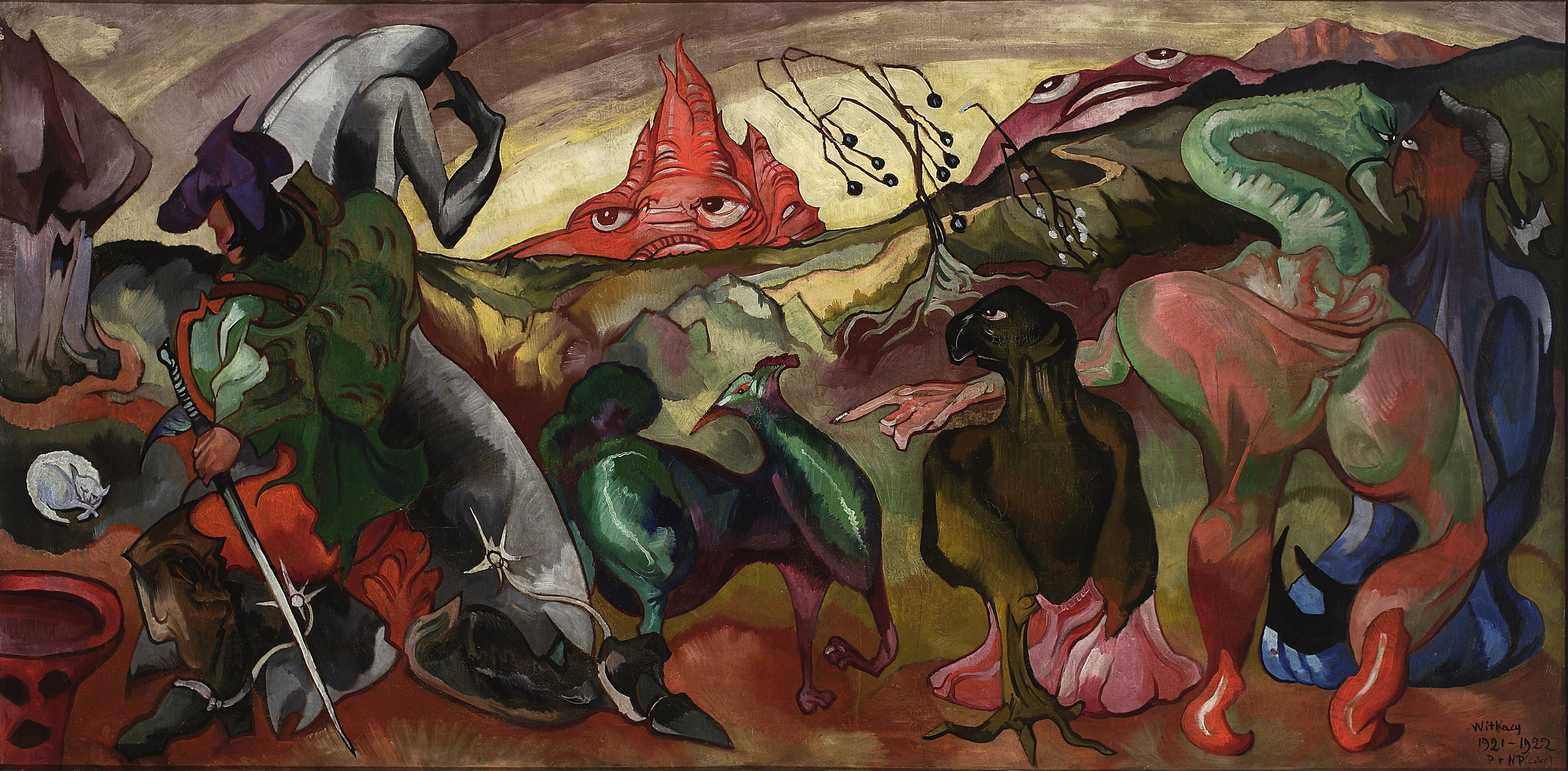
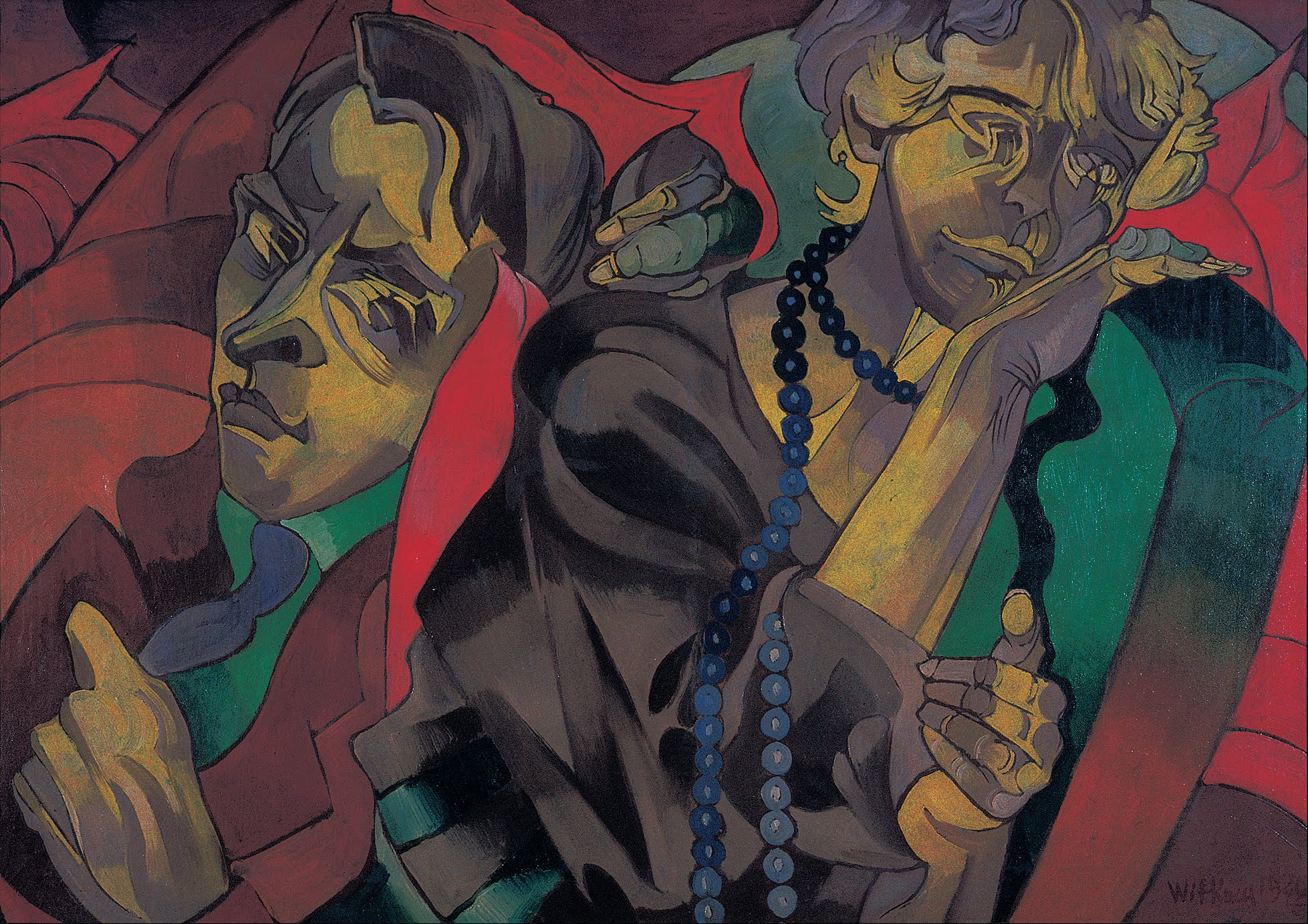
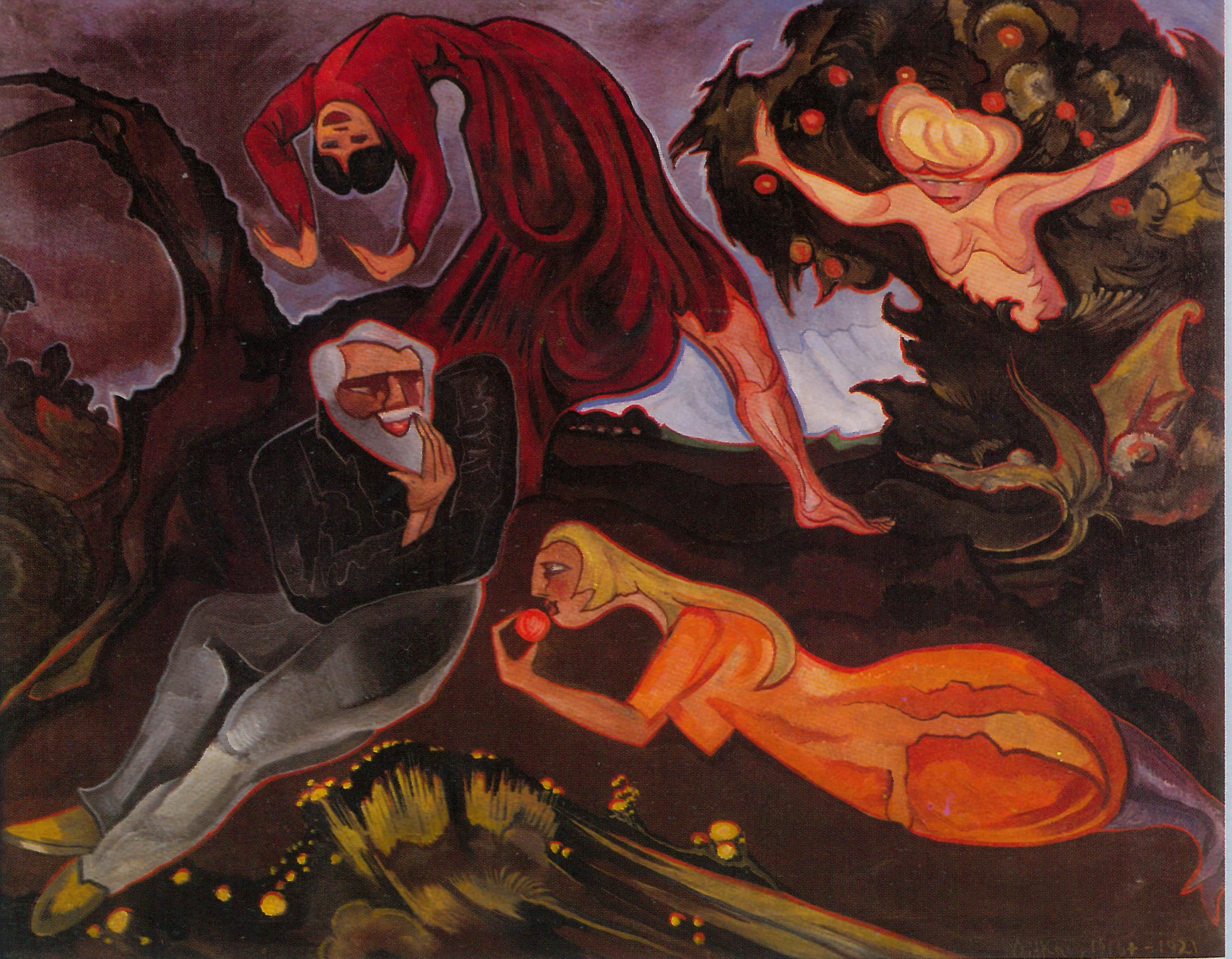
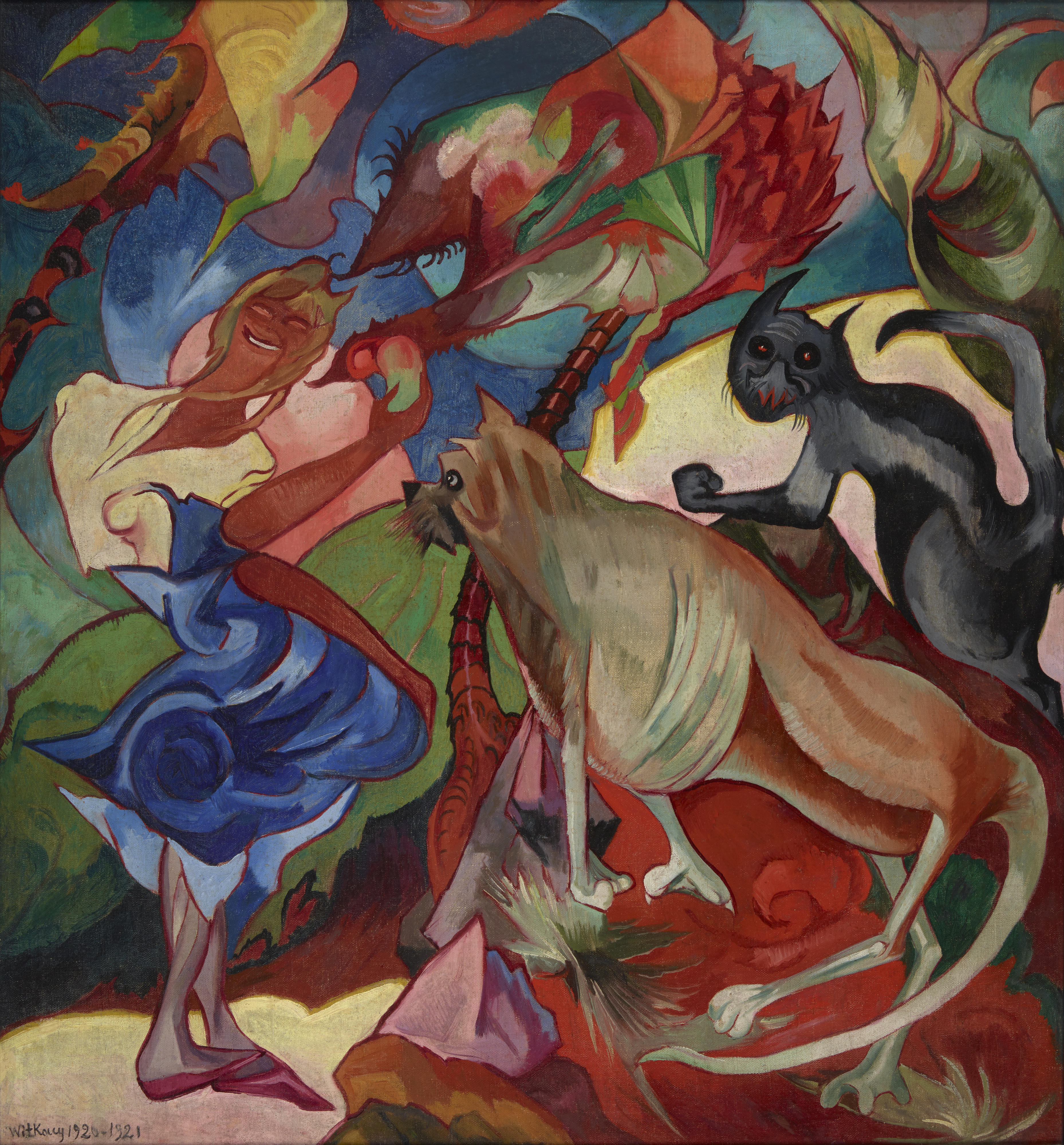
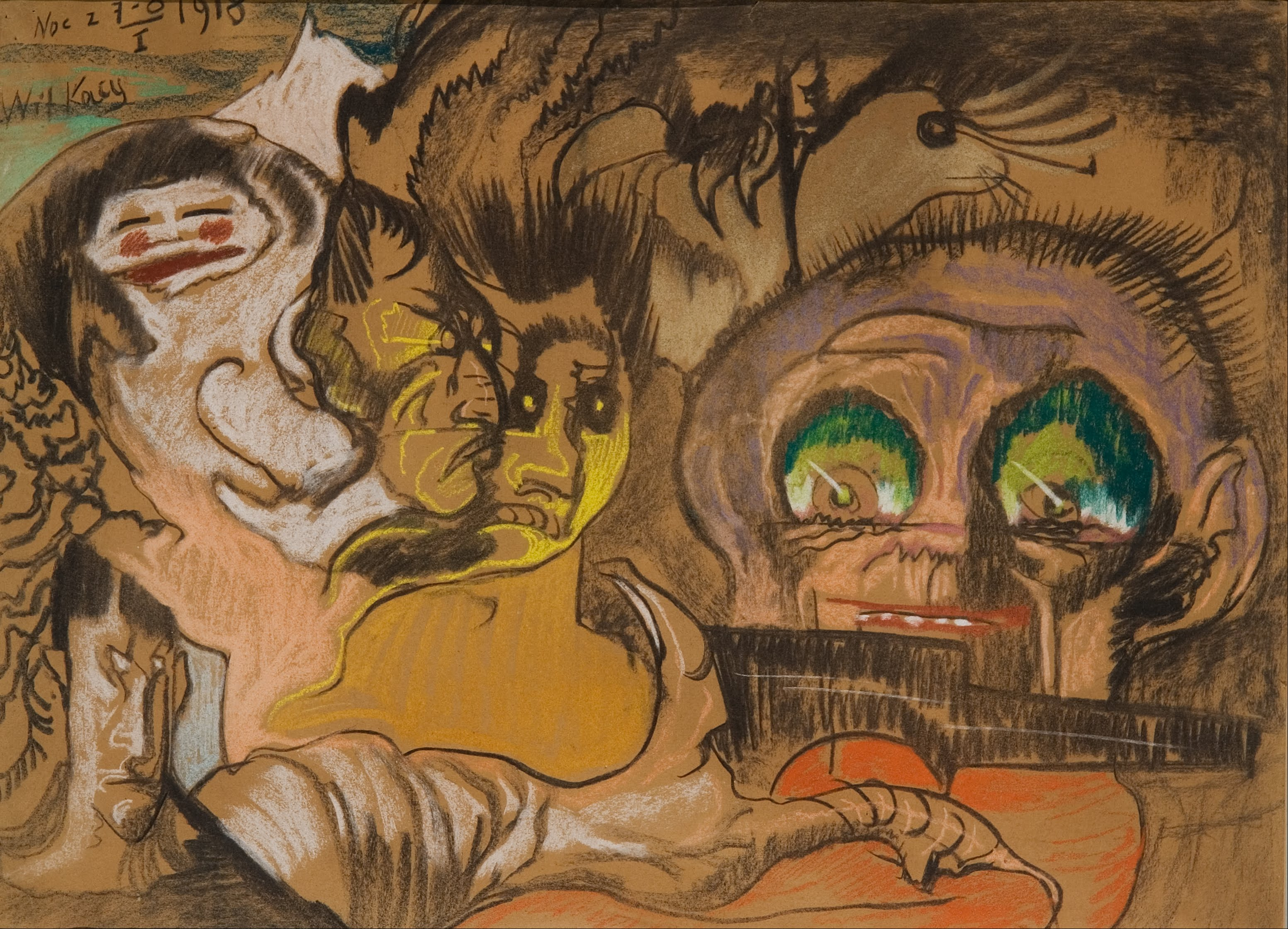
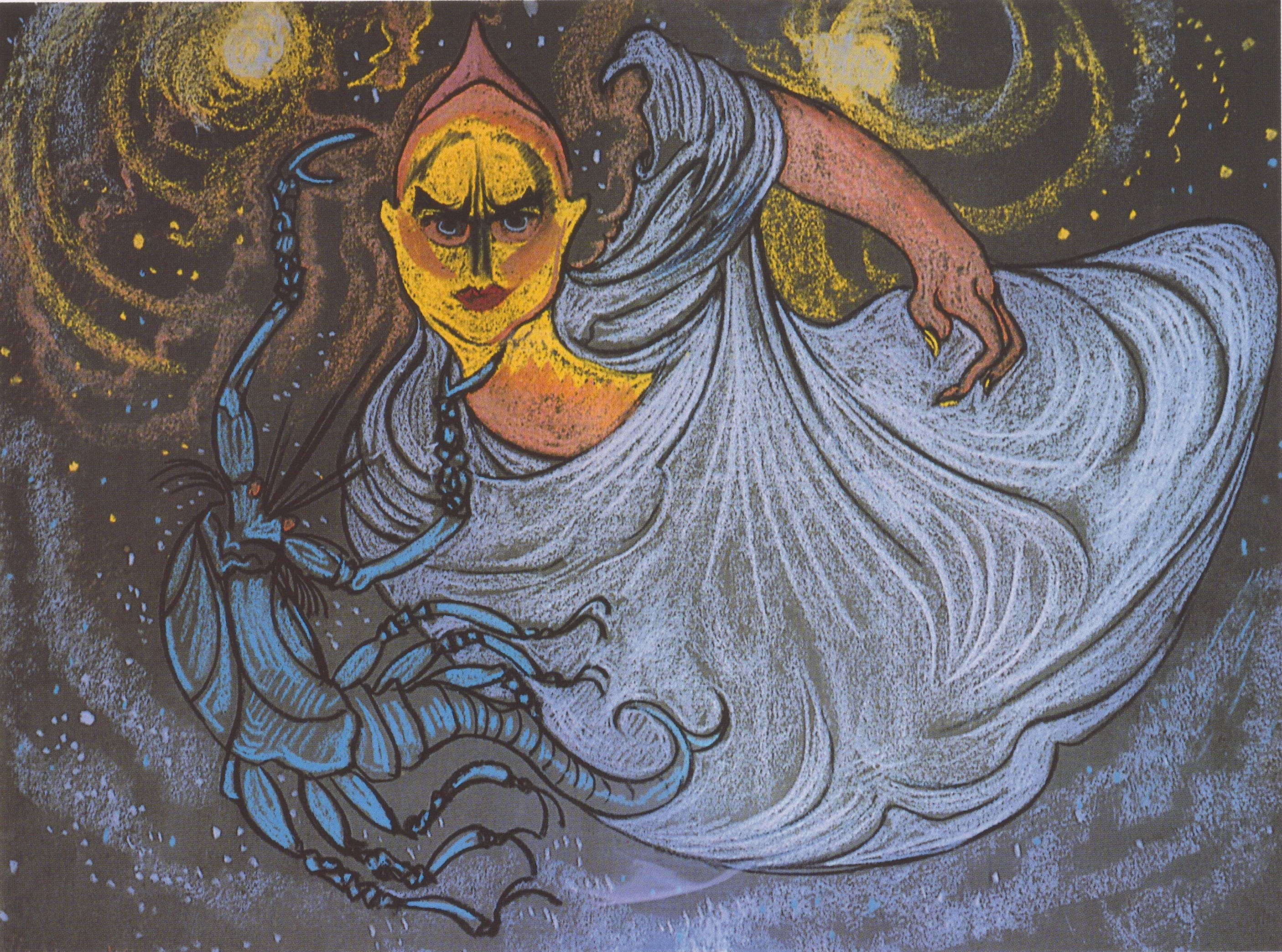
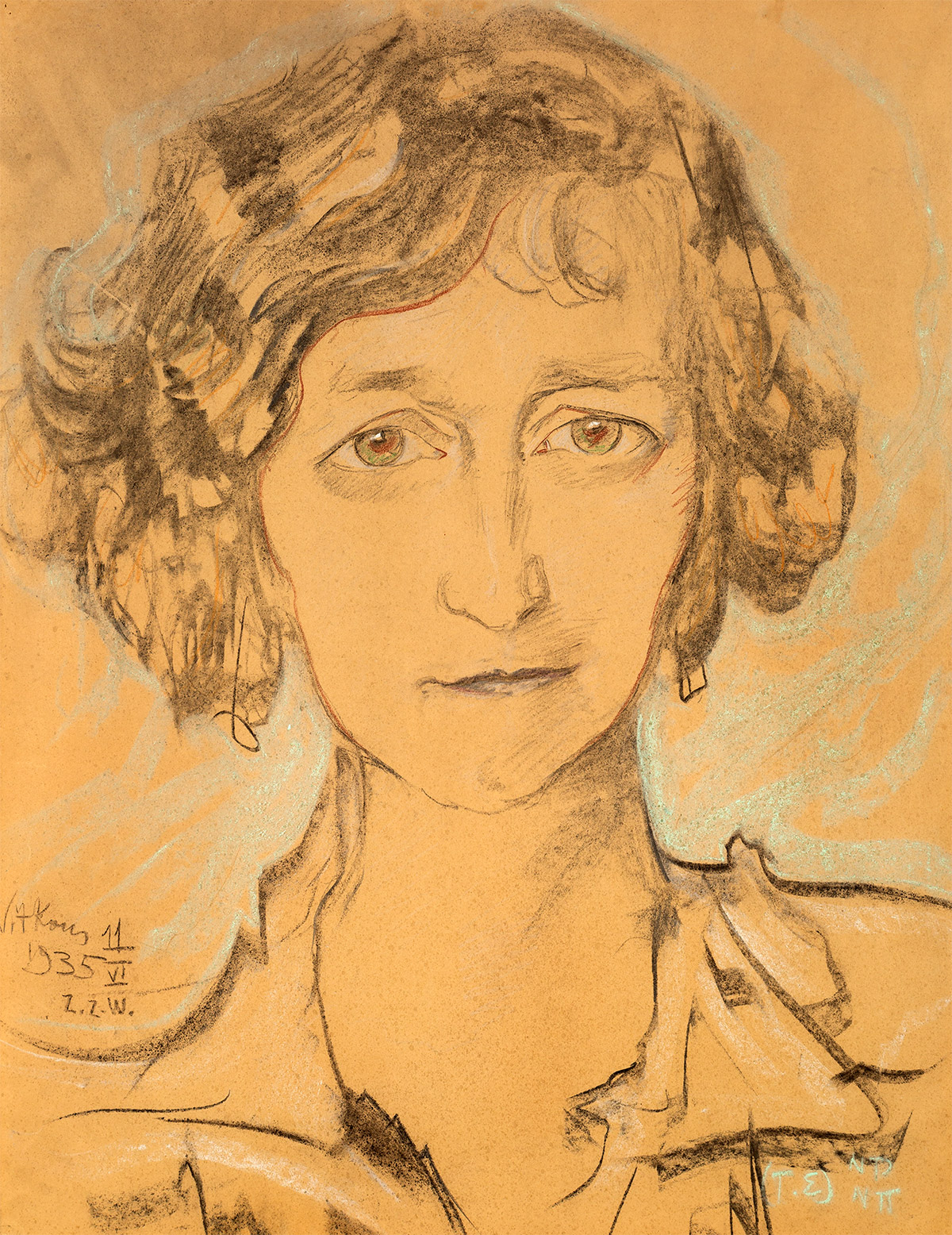
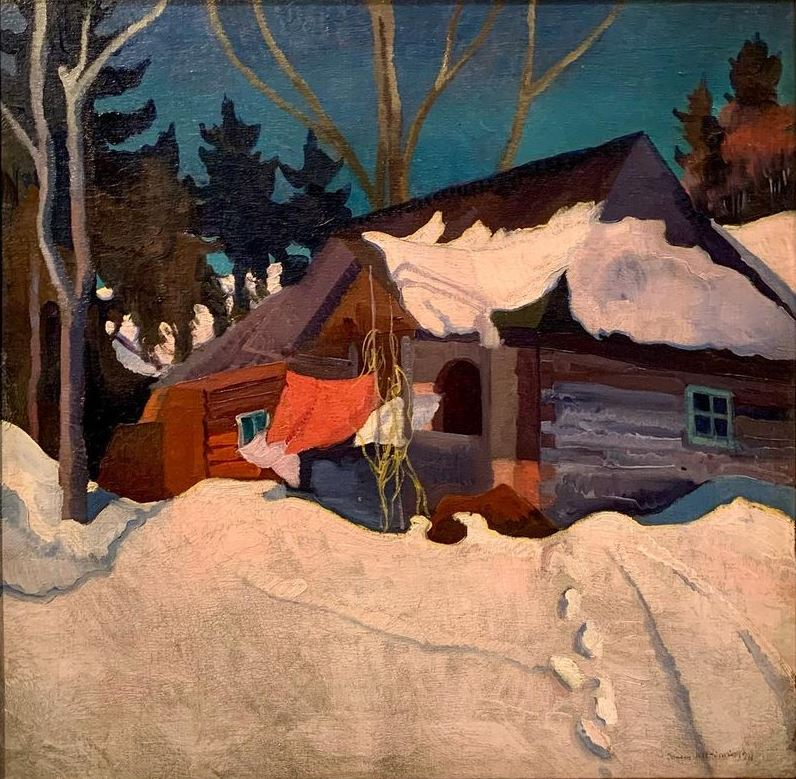
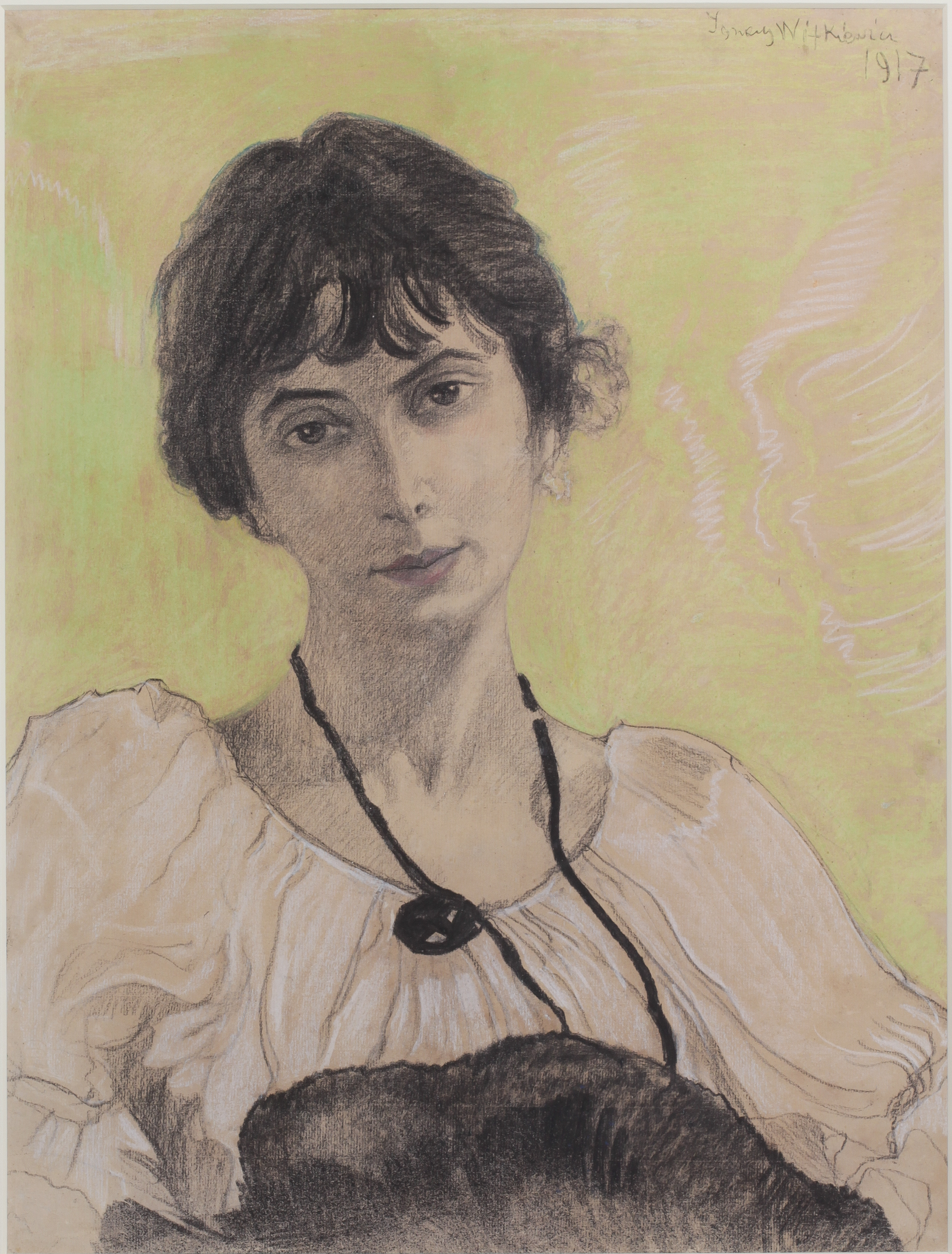
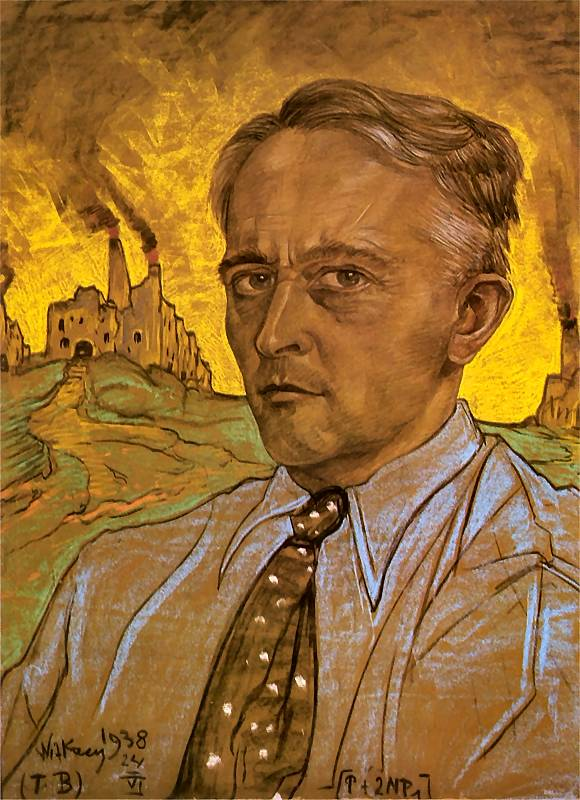

## 写真

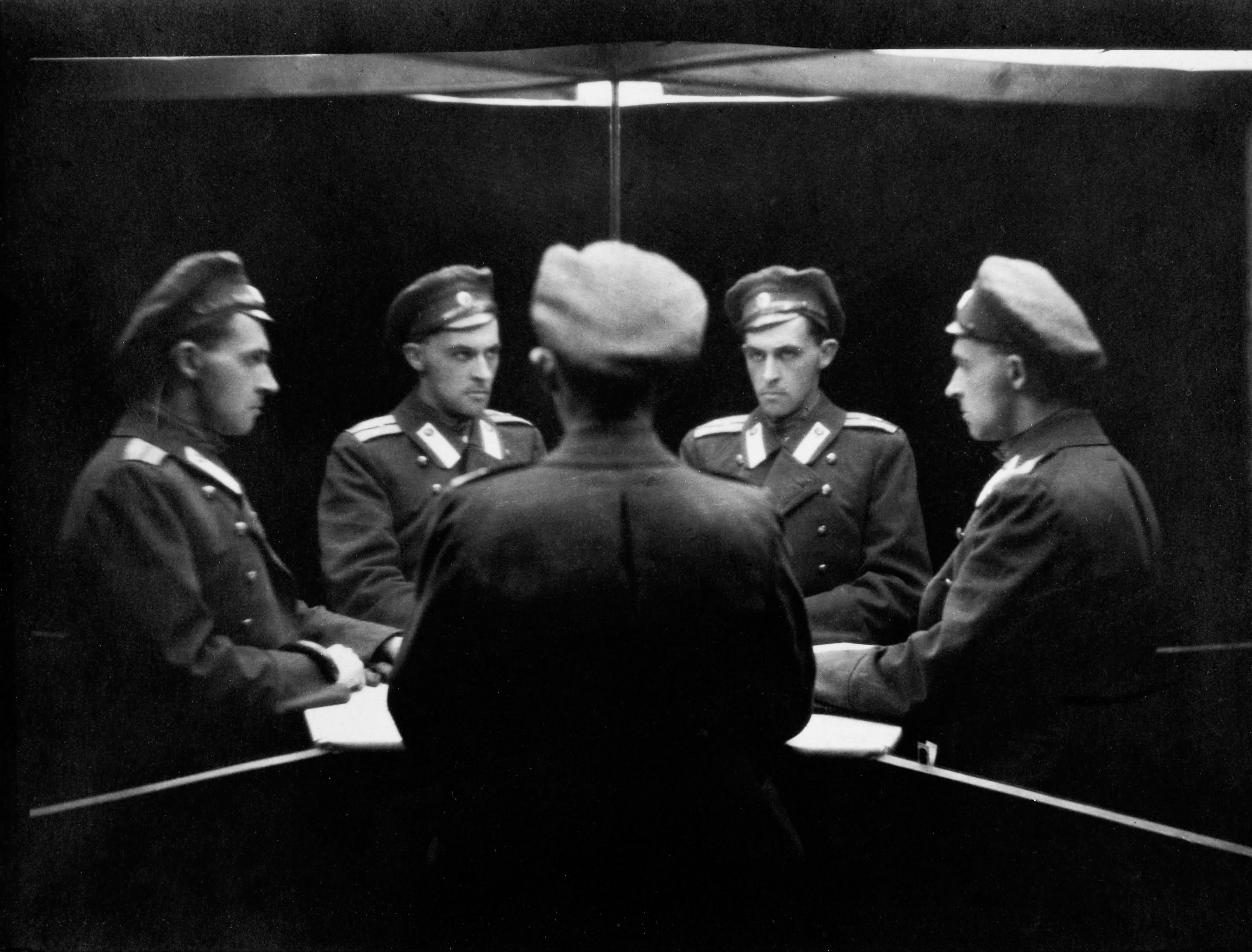
自画像 (1915年–1917年撮影)

## 著作
- Maciej Korbowa i Bellatrix (1918)
- Pragmatyści (1919)
- Tumor Mózgowicz (1920)
- Mister Price, czyli bzik tropikalny (1920)
- Nowe wyzwolenie (1920)
- Oni (1920)
- W małym dworku (1921)
- Niepodległość trójkątów (1921)
- Metafizyka dwugłowego cielęcia (1921)
- Gyubal Wahazar, czyli na przełęczach bezsensu (1921)
- Kurka wodna (1921)（水鶏）
- Bezimienne dzieło (1921)
- Mątwa, czyli hyrkaniczny światopogląd (1922)（イカ）
- Nadobnisie i koczkodany, czyli Zielona pigułka (1922)
- Wariat i zakonnica, czyli nie ma tego złego, co by na jeszcze gorsze nie wyszło (1923)
- Szalona lokomotywa (1923)
- Janulka, córka Fizdejki (1923)
- Matka （1924)
- Sonata Belzebuba, czyli Prawdziwe zdarzenie w Mordowarze (1925)
- Szewcy (1931-1934)

## 邦訳
- ポーランド文学古典叢書第6巻 『ヴィトカツィの戯曲四篇』（関口時正訳、2015年）